# Alingsås museum

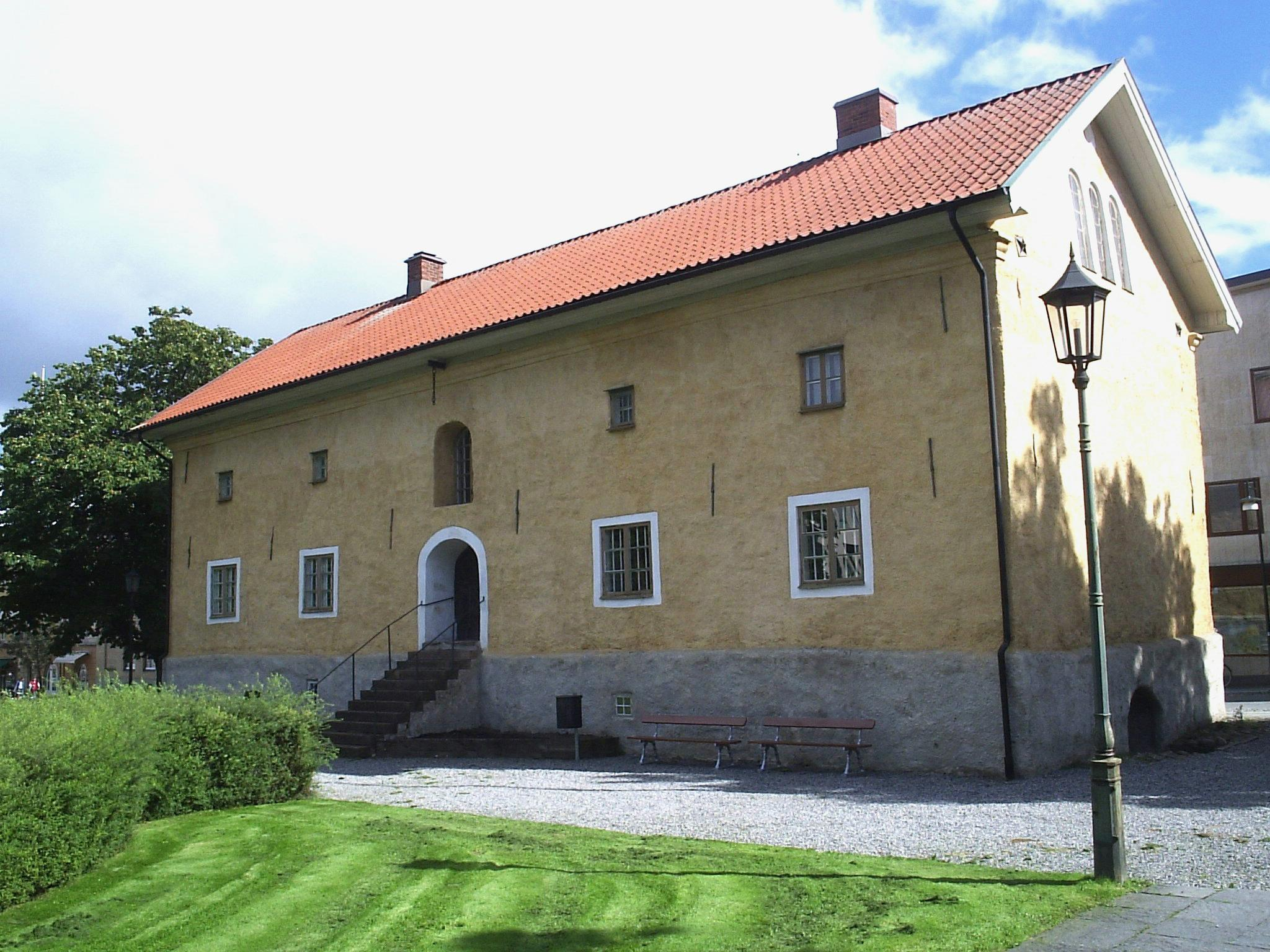
Alingsås museum

Alingsås museum är ett museum beläget i det Alströmerska magasinet vid Lilla torget i Alingsås.
Magasinet uppfördes av Jonas Alströmer omkring 1730 och är Alingsås äldsta profana byggnad. Ursprungligen användes det såsom materialmagasin för Alingsås manufakturverk och besöktes bland annat av Carl von Linné 7 juli 1746, som beskrev det grundligt i sin Västgötaresa:
"Materialmagasinet var ett stort stenhus, under vilkets botten var en stor och varm källare, i vilken varjehanda våta saker och en stor hop färger bevarades. I detta magasinet sågos ofanteliga ullsäckar, konstiga kattunsformer och allehanda färgmaterialier, vilka lågo i beredskap, under det de gömde ett stort kapital, att vara färdiga vid första vink. Av de materialier, jag här såg, vill jag endast specificera de förnämsta." Därefter uppräknar han ett hundratal av dito.
Alströmerska magasinet har använts för museiändamål sedan 1928, fram till 1939 delade museet lokaler med stadens bibliotek. Alströmerska magasinet blev förklarat som byggnadsminne 1983.
Museet stängde den 30 januari 2010 och öppnade igen den 12 september 2014.